# Tipula alta
Tipula alta är en tvåvingeart som beskrevs av Doane 1912. Tipula alta ingår i släktet Tipula och familjen storharkrankar. Inga underarter finns listade i Catalogue of Life.